# Phania albisquama
Phania albisquama là một loài ruồi trong họ Tachinidae.